# 大塚寅彦
大塚 寅彦（おおつか とらひこ、1961年5月17日 - ）は、日本の歌人。2004年より中部短歌会主幹、歌誌「短歌」編集発行人。

## 来歴
- 1961年5月17日、愛知県西春日井郡清洲町（現・清須市）に生まれる。17歳より短歌を作り始める。
- 1980年、中部短歌会入会、春日井建に師事。
- 1982年、「刺青天使（しせいてんし）」30首により第25回短歌研究新人賞受賞。
- 1985年、第一歌集『刺青天使』刊行。
- 1986年、「1986 TANKA ODDESAY」で第4回現代短歌評論賞候補。
- 1988年、加藤治郎、荻原裕幸、西田政史らと同人誌「フォルテ」創刊。
- 1989年、第二歌集『空とぶ女友達』刊行。
- 1995年、第三歌集『声』刊行。
- 2003年、第四歌集『ガウディの月』刊行。
- 2004年、評釈集『名歌即訳・与謝野晶子』刊行。『ガウディの月』で日本歌人クラブ東海ブロック優良歌集賞受賞。
- 2023年、第六歌集『ハビタブルゾーン』で第14回中日短歌大賞受賞。

随時短歌総合誌などに作品、小論を執筆するほか、中日新聞「中部の文芸」で短歌時評を担当している。

## 作風
古典をふまえた文語体と修辞法による細やかな感性の表現に特徴がある。初期の耽美的作風から、中年・壮年の孤独や日常を生々しく詠う作風に変化している。きれいさびの心情的な側面と韻律を主体とした大胆な修辞的側面が併存している。

## 著書

### 歌集
- 『刺青天使』 短歌研究社、1985年。
- 『空とぶ女友達』 沖積舎、1989年。
- 『声』 沖積舎、1995年。
- 『ガウディの月』 短歌研究社、2003年。
- 『セレクション歌人8 大塚寅彦集』 邑書林、2009年。
- 『夢何有郷』 角川学芸出版、2011年。
- 『ハビタブルゾーン』書肆侃侃房、2023年。

### アンソロジー
- 『現代短歌一〇〇人二〇首』 小池光・今野寿美・山田富士郎編、邑書林、2001年。
- 『現代短歌最前線 上巻』 北溟社、2001年。
- 篠弘編著 『現代の短歌-100人の名歌集』 三省堂、2003年。
- 小高賢編著 『現代の歌人140』 新書館、2009年。

### その他
- 『名歌即訳・与謝野晶子』 （評釈集） ぴあ、2004年。

## 所属など
- 日本文藝家協会会員
- 現代歌人協会会員
- 中部日本歌人会委員
- 日本歌人クラブ東海ブロック幹事
- NHK学園通信講座講師